# Стань студентом на один день

## Стань студентом на один день
«Стань студентом на один день» — інноваційний інформаційно-аналітичний портал, створений у 2024 році з ініціативи КНДУ «Науково-дослідний інститут соціально-економічного розвитку міста» (НДІРоМ) у партнерстві з Департаментом молоді та спорту Київської міської державної адміністрації та низкою закладів вищої освіти столиці. Мета проєкту — допомогти абітурієнтам усвідомлено обрати майбутню професію через занурення у студентське життя.

## Історія створення
Портал було презентовано 17 квітня 2024 року в межах програми популяризації освіти серед молоді Києва. Ідея виникла як відповідь на виклики, з якими стикаються старшокласники та вступники під час вибору професійного шляху. Проєкт реалізовано на основі досліджень, проведених НДІРоМ у сфері молодіжної політики, з акцентом на інформування та мотивацію молоді до активного навчання.

## Опис порталу
Портал «Стань студентом на один день» надає абітурієнтам можливість:
- зареєструватися на екскурсії до провідних університетів Києва;
- відвідати лекції, практичні заняття та студентські хаби;
- поспілкуватися з викладачами та студентами;
- отримати аналітичну інформацію про спеціальності, умови вступу та освітні програми.

Функціонал порталу дозволяє індивідуально сформувати маршрут відвідування університетів та обрати тематику заходів відповідно до власних інтересів.

## Партнери та учасники
До реалізації проєкту долучилися понад 20 університетів, серед яких Київський національний університет імені Тараса Шевченка, Національний університет біоресурсів і природокористування України (НУБіП), КНУБА, КПІ та інші. Координацію забезпечує НДІРоМ спільно з Київським молодіжним центром.

## Соціальне значення
Проєкт спрямований на розвиток освітньої мотивації молоді, підвищення поінформованості про можливості вищої освіти та зменшення ризиків невдалого вибору спеціальності. Крім того, він сприяє формуванню культури раннього профорієнтування в шкільному середовищі.

## Перспективи розвитку
Організатори планують розширити функціональність порталу, зокрема додати віртуальні тури, рекомендаційні тести, онлайн-консультації з кар’єрними радниками та інтеграцію з єдиним державним реєстром вступників.